# Otto Brower
Otto Brower (2 de diciembre de 1895-25 de enero de 1946) fue un director y ayudante de dirección cinematográfico de nacionalidad estadounidense, con un total de 45 filmes dirigidos por él entre 1928 y 1946.
Nacido en Grand Rapids, Míchigan, su primer trabajo como ayudante de dirección llegó en Ten Modern Commandments, cinta dirigida en 1927 por Dorothy Arzner. Al siguiente año realizó su primera película, Avalanche, para la productora Paramount Famous Lasky Corporation, un western con guion de Herman J. Mankiewicz. A lo largo de su carrera trabajó en colaboración con directores de la talla de William A. Wellman, Frank Lloyd, John Ford, Henry King, Fritz Lang y Otto Preminger, entre otros.
Otto Brower falleció en Hollywood, California, a causa de un infarto agudo de miocardio, a los cincuenta años de edad.

## Filmografía completa

### Director
| - Avalanche (1928) - Sunset Pass (1929) - Stairs of Sand (1929) - The Light of Western Stars (1930) - Paramount on Parade, codirigida con Dorothy Arzner y otros (1930) - The Border Legion, codirigida con Edwin H. Knopf (1930) - Galas de la Paramount (1930) - The Santa Fe Trail (1930) - Fighting Caravans, codirigida con David Burton (1931) - Clearing the Range (1931) - Pleasure (1931) - The Hard Hombre (1931) - Law of the Sea (1931) - The Local Bad Man (1932) - Spirit of the West (1932) - Fighting for Justice (1932) - Gold (1932) - The Devil Horse (1932) - Scarlet River (1933) - Lost in Limehouse (1933) - Cross Fire (1933) - Headline Shooter (1933) - Straightaway (1933) | - Speed Wings (1934) - I Can't Escape (1934) - Mystery Mountain (1934) - The Phantom Empire (1935) - The Outlaw Deputy (1935) - Sins of Man (1936) - Postal Inspector (1936) - Speed to Burn (1938) - Road Demon (1938) - Winner Take All (1939) - Stanley and Livingstone, codirigida con Henry King (1939) - Stop, Look and Love (1939) - Too Busy to Work (1939) - Men with Steel Faces (1940) - On Their Own (1940) - Girl from Avenue A (1940) - The Gay Caballero (1940) - Youth Will Be Served (1940) - Higiene sexual (1942) - Little Tokyo, U.S.A. (1942) - Dixie Dugan (1943) - Behind Green Lights (1946) - Duelo al sol (1946) |

### Ayudante de dirección
| - Ten Modern Commandments, de Dorothy Arzner (1927) - Ladies of the Mob, de William A. Wellman (1928) - Thanks a Million, de Roy Del Ruth (1935) - The Three Musketeers, de Rowland V. Lee (1935) - Under Two Flags, de Frank Lloyd (1936) - The Garden of Allah, de Richard Boleslawski (1936) - Banjo on My Knee, de John Cromwell (1936) - Slave Ship, de Tay Garnett (1937) - Suez, de Allan Dwan (1938) - Kentucky, de David Butler (1938) - Tierra de audaces, de Henry King y Irving Cummings (1939) - The Rains Came, de Clarence Brown (1939) - Barricade, de Gregory Ratoff (1939) - The Grapes of Wrath, de John Ford (1940) | - Shooting High, de Alfred E. Green (1940) - Brigham Young, de Henry Hathaway (1940) - Espíritu de conquista, de Fritz Lang (1941) - Moon Over Miami, de Walter Lang (1941) - Song of the Islands, de Walter Lang (1942) - Crash Dive, de Archie Mayo (1943) - Buffalo Bill, de William A. Wellman (1944) - Wilson, de Henry King (1944) - Las llaves del reino, de John M. Stahl (1944) - Fallen Angel, de Otto Preminger (1945) - Que el cielo la juzgue, de John M. Stahl (1945) - Duelo al sol, de King Vidor y otros (1946) - Carnival in Costa Rica, de Gregory Ratoff (1947) |

### Actor
| - Excuse My Dust, de Sam Wood (1920) - On the High Seas, de Irvin Willat (1922) | - All the Brothers Were Valiant, de Irvin Willat (1923) |